# Любица Вукоманович
Любица Вукоманович (серб. Љубица Вукомановић; 1788 — 26 мая 1843) — княгиня Сербии.

## Биография
Любица родилась в сентябре 1788 года (точная дата неизвестна), в деревне Срезоевци (на территории современного Моравичского округа Сербии). Её родителями были Радослав Вукоманович и Марие Дамьянович. В 1805 году она вышла замуж за Милоша Петровича, одного из лидеров антитурецкого восстания. В 1810 году Карагеоргий убил его сводного брата Милана Обреновича, и Милош взял себе фамилию убитого. После этого два лидера восстания вступили в острый конфликт.
В 1815 году началось второе сербское восстание, и в 1817 османские власти согласились на автономию Сербии во главе с Милошем Обреновичем. 6 ноября 1817 года Милош стал князем, а Любица — княгиней. Любица оказалась строгой и самостоятельной женщиной, её влияние на сербскую политику было очень сильным, довольно часто её взгляды расходились со взглядами мужа.
В 1819—1821 годах по поручению князя архитектор Никола Живкович выстроил Дворец княгини Любицы.
В июне 1839 года армия заставила Милоша Обреновича отречься от престола в пользу старшего сына Милана. 25 дней спустя Милан умер, и трон унаследовал следующий сын — Михаил.
В 1842 году восстали сторонники Карагеоргиевичей, и представители рода Обреновичей были вынуждены бежать за границу. 26 мая 1843 года Любица Обренович скончалась в Вене. Она похоронена в монастыре Крушедол на Фрушка-Горе.

## Дети

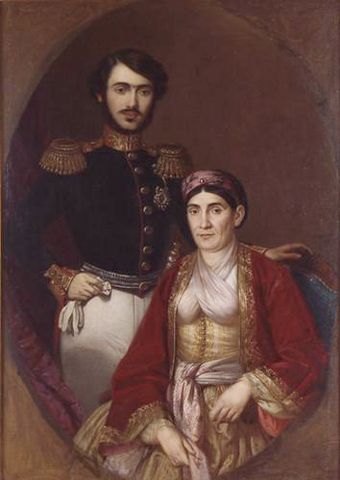
Любица Обренович с сыном Миланом

У Милоша и Любицы было как минимум семеро детей:
- Петрия (1810—1870)[3], которая в 1830 году вышла замуж за Тодора Баица де Варадия
- Елизавета (Савка, 1814—1848), которая в 1831 году вышла замуж за Йована Николича
- Милан (1819—1839), князь Сербии
- Михаил (1823—1868), князь Сербии
- Мария (1830—1830)
- Тодор (умер молодым)
- Габриэль (умер молодым)